# Befestigung bei Rappershausen

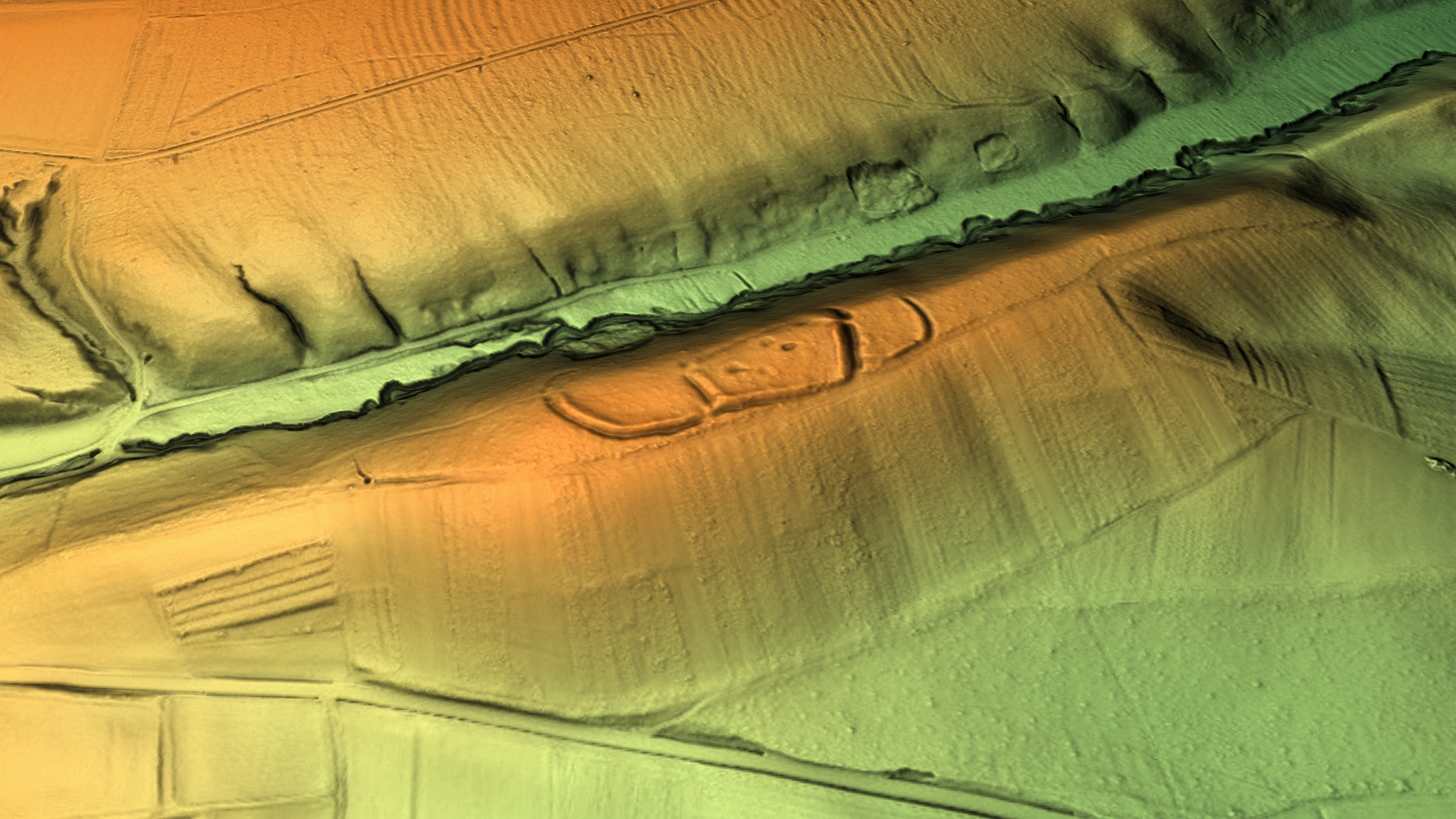
3D-Ansicht des digitalen Geländemodells

Die Befestigung bei Rappershausen ist eine abgegangene frühmittelalterliche Wallanlage in der Waldabteilung Oberau etwa 1150 Meter östlich der Ortskirche in Rappershausen, einem Ortsteil der Gemeinde Hendungen im Landkreis Rhön-Grabfeld in Bayern.

## Geschichte
Der Prähistorische Archäologe Björn-Uwe Abels beschreibt die dreiteilige Befestigung, die sich auf einer von Südwesten nach Nordosten erstreckenden Anhöhe befindet, deren Südosthang allmählich ausläuft und deren Nordwesthang steil zu einem Bachtal abfällt, als 200 Meter lange und 45 Meter breite Anlage, an ihrer Längsseite von dem Steilhang begrenzt, an den sich ein 6 Meter breiter und 1,5 Meter hoher Wall mit einem 4 Meter breiten, vorgelagerten Graben anschließt, der sich in einem Bogen über den Sporn zieht und schließlich einige Meter parallel zum Westhang verläuft.
Der ehemalige Sprecher der Archäologischen Arbeitsgruppe, Walter Jahn aus Ostheim, fasst zusammen: Die Alte Burg bei Rappershausen war eine dreiteilige Befestigung aus Mauern (Wälle) und Gräben (zwei-phasig). Sie entstand im Frühmittelalter (800 bis 1000 nach Christus). Die Alte Burg bei Rappershausen war eine für den frühmittelalterlichen Landausbau wichtige frühe Burg.